# رينيه كلانج دى جوزمان
رينيه كلانج أفيلينو ( لا غويرا ، فنزويلا ، 30 نوفمبر 1916 - سانتياغو دي لوس كاباليروس ، جمهورية الدومينيكان ، 17 سبتمبر 2014) كانت فاعلة خير دومينيكية والسيدة الأولى لجمهورية الدومينيكان من 1978 إلى 1982. زوجة وأرملة رئيس الدومينيكان أنطونيو جوزمان ، أسست المجلس الوطني للطفولة (CONANI) ، وحصلت على لقب «السيدة الأولى الخالدة». بعد رئاسة زوجها الراحل ، كرست نفسها للعمل الخيري والعمل التطوعي في مدينة سانتياغو دي لوس كاباليروس. 

## السيرة الذاتية
ولدت رينيه كلانج في لا جويرا ، فنزويلا ، لوالدها الدبلوماسي الفرنسي تشارلز كلانج ، وجوديث أفيلينو ، وهي سيدة برازيلية. عندما كانت في سن المراهقة ، استقرت عائلتها في جمهورية الدومينيكان. أكملت دراستها الثانوية في سانتياغو دي لوس كاباليروس ودراساتها الجامعية في سانتو دومينغو ، حيث تخرجت من كلية طب الأسنان في جامعة سانتو دومينغو المستقلة .
خلال دراستها في سانتو دومينغو ، التقت بسيلفستر أنطونيو جوزمان . تزوج كلانج من غوزمان في 28 أكتوبر 1939 وتركت الكلية. بعد سقوط دكتاتورية تروخيو ، كرسوا أنفسهم للسياسة وانضموا إلى حزب خوان بوش الثوري الدومينيكي .
أنجبت طفلين ، إيفان (1944-1970) وسونيا (مواليد 1946). وكانت الأخير وزيرة للصناعة والتجارة خلال رئاسة هيبوليتو ميخيا. 
أثناء رئاسة زوجها ،عاصرت كلانج م اثنين من الباباوات: يوحنا بولس الأول ويوحنا بولس الثاني . كتب الأول عن كلانج في مذكراته وقال: « إن زوجة رئيس جمهورية الدومينيكان ذكية ومفعمة بالحيوية. هي مثقفة وجادة تعرف كيف تصل إلى جذور المشاكل دون أي تفاخر ». 
بعد انتحار زوجها ، قبل أيام قليلة من انتهاء فترته الدستورية ، عادت إلى سانتياغو وكرست نفسها للعمل الخيري.

## الوفاة
توفيت في سانتياغو ، عن عمر يناهز 97 عامًا ، بسبب مضاعفات تجلط الدم في الساق اليمنى. 